# Familia Martínez de Hoz
La familia Martínez de Hoz comprende a varias generaciones de estancieros argentinos.

## Historia
José Martínez de Hoz llegó a Buenos Aires en el siglo XVIII, con su esposa María Josefa de Castro Almandoz. Buenos Aires aún formaba parte por entonces del Virreinato del Río de la Plata. Provenían de Castilla La Vieja, y no tuvieron descendencia. José Martínez de Hoz perteneció al sector de los comerciantes del Virreinato que trabajaban con mercaderías importadas introducidas de contrabando, al comercio de esclavos negros, y se oponía a la instauración del libre comercio, apoyando en cambio que España fuese el único país facultado a comerciar legalmente con Buenos Aires. Fue Regidor y alcalde del primer voto del Cabildo de Buenos Aires, y síndico del Consulado. Tomó parte del cabildo abierto del 22 de mayo de 1810. Al no tener descendencia, mandó llamar de España a su sobrino Narciso de Alonso Martínez, que llegó a Buenos Aires el 5 de febrero de 1792, a los 12 años de edad. José murió el 4 de junio de 1819, y su sobrino tomó su apellido como reconocimiento.
Así, Narciso de Alonso Martínez de Hoz continúa con el apellido y los negocios de su tío. Se dedicó a la explotación agropecuaria en los campos «San Martín», en Cañuelas, y «El Arazá», en Castelli. Formó parte de la primera sociedad rural argentina, y administró una sociedad benéfica. Tuvo 11 hijos con su esposa Josefa Saturnina Fernández de Agüero.
Narciso falleció en 1848, y su hijo José Toribio Martínez de Hoz fue uno de los fundadores de la actual Sociedad Rural Argentina, el 10 de julio de 1866. La presidió hasta el año 1870. Eduardo Olivera dijo de él: «Si no hubiera sido por él, que puso todo su empeño en llevar adelante las ideas, hubiéramos fracasado. Su prestigio en la Sociedad de Buenos Aires y en el alto comercio, unido a su gran posición y a las generales simpatías de que gozaba, hicieron que la fundación de nuestra Sociedad Rural fuera un hecho». José fue también Senador Nacional por la ciudad de Buenos Aires, Miembro de la Convención Nacional de 1860, Presidente del Banco de la Provincia de Buenos Aires y Presidente de la Comisión de Reconstrucción de la Aduana.
En su casa se funda, el 10 de julio de 1866, la Sociedad Rural, de la que es su primer presidente. José Toribio, se constituyó en propietario de enormes extensiones de tierras en Cañuelas, Castelli, Lobería y Chapadmalal (en esta última estancia, la familia levantó el haras del mismo nombre y construye un palacio de tipo escocés, semejante a  castillos ingleses). La familia crea lazos de parentesco con la crema de la sociedad: los Ortiz Basualdo, los Cárcano, los Ramos Mejía, los Acevedo, los Casares, los Bullrich, entre otros. Murió a los 48 años, y sus hijos pequeños fueron a estudiar a Inglaterra.
Cuando fallece José Toribio en  1871 pasaron varios años hasta que sus hijos llegaran a la mayoría de edad.  Su esposa Josefa Fernández Coronel se fue a vivir a Europa donde le dio educación a sus hijos. Allí se volvió a casar y se convirtió en Condesa de Sena. Miguel Eduardo Martínez de Hoz fue uno de sus hijos, otra Julia Elena Martínez de Hoz y otro de sus hijos fue José Alfredo Martínez de Hoz.
José Alfredo, nieto del anterior, se casó con Elvira Bullrich Lezica Alvear. Como estancia Chapadmalal nació en 1854. En sus inicios fue un modelo de producción agrícola ganadera. La historia de estas tierras se remontan hacia 1826 desde el gobierno de Rivadavia cuando la primera sociedad rural obtiene cerca de 100 leguas de campo en la costa atlántica. El campo abarcaba desde la ciudad de Mar del Plata hasta el río Quequén grande por el Sur y las sierras de Balcarce por el oeste. La sociedad contaba entre sus accionistas a Rivadavia y a Narciso Alonso Martínez de Hoz. El casco actual se construyó en 1906 según proyecto del arquitecto británico Walter Basset-Smith. En 1946 se hizo la última reforma de la casa, luego de lo cual y por orden de Juan Domingo Perón, les robó sus inmuebles en la citada localidad, para luego ser fraccionados, construyéndose en un sector hoteles y colonias de vacaciones populares, como así también la residencia presidencial. En 1959 los hermanos MartínezdeHoz, luego de recuperar parte de sus inmuebles, dividieron la propiedad y el haras,  quedando el antiguo casco para José Alfredo, que pasó a llamarse Malal Hue, el verdadero lugar del Corral.
Después de la Conquista del Desierto las tierras le fueron dadas en propiedad a los estancieros del norte de la provincia de Buenos Aires. Martínez de Hoz —a la sazón presidente de la Sociedad Rural, que financió la campaña— recibió 2 500 000 hectáreas.
El miembro más conocido de la familia es José Alfredo Martínez de Hoz, nacido en 1925 y muerto en 2013, que desempeñó la titularidad del Ministerio de Economía de la Nación Argentina entre 1976 y 1981 durante el Proceso de Reorganización Nacional.